# 네가 있는 마을
《네가 있는 마을》(일본어: 君のいる町, きみのいるまち)은 세오 코우지(瀬尾公治, Seo Kōji)가 그린 일본의 러브 코미디 소년 만화이다. 『주간 소년 매거진』(고단샤)의 2008년 26호부터 2014년 11호까지 연재되었다.

## 소개
"CROSS OVER"· "추풍 '에 이은'주간 소년 매거진 '연재 작품 제 3 작. 작가의 고향이기도 한 히로시마 현 쇼 바라시가 이야기의 무대가 되어 있기 때문에, 등장 인물의 대부분은 지방 사투리로 대화하고 있다. 전작이 '주인공 소년 도쿄의 고등학교에 진학하기 위해 히로시마에서 상경하는" 설정이었던 반면, 본작은 "주인공 소녀가 히로시마 고등학교에 입학하기 위해 도쿄에서 온다"는 반대 설정되어 있다. 또한 곳곳에 전작의 등장 인물이 등장하고있다.
2012년에 OAD가 제작되었다. 또한 2013년 3월에 TV 애니메이션화가 발표되었다.

## 줄거리
히로시마 현의 시골 마을에서 봄부터 고등학교에 진학하는 주인공 · 키리시마 하루토의 집에 아버지의 아는 사람의 딸이라는 에바 유즈키라는 소녀가 갑자기 식객으로 도쿄에서 왔다. 키리시마 하루토가 중학교부터 짝사랑한 클래스 메이트인 칸자키 나나미에게 호의를 제기하는 한편, 같은 지붕 아래에서 도시적이고 분방한 유즈키와 인접해 나가는 가운데, 서서히 그녀가 마음에 걸리는 존재가 되어 간다.

## 등장인물
- 키리시마 하루토 - 주인공. 칸자키 나나미를 짝사랑한다. 여학우에게 인기가 많기도 하다. 호소야 요시마사 성우가 담당한 캐릭터.
- 에바 유즈키 - 쿄우스케의 친구. 네가 있는 마을의 여주인공.
- 칸자키 나나미 - 하루토의 고교시절 짝사랑
- 미시마 아스카 - 주인공 키리시마 하루토가 도쿄에서 만난 활달한 미소녀
- 카가 아카리 - 하루토의 소꿉친구
- 카자마 쿄스케 - 하루토가 히로시마에서 도쿄로 전학을 온 후 만난 동급생
- 에바 린 - 에바 유즈키와 사이가 안 좋은 의붓여동생
- 유라 타카시 - 하루토의 친구. 야구부 소속. 주인공과 굉장히 친하다.
- 아사쿠라 키요미 - 쿄우스케의 친구
- 호시나 미유 - 하루토가 새로 이사한 집의 이웃사촌
- 아마야 시오리 - 여대생
- 시호 아마기 - 알바생. 긴머리를 하고 있으며 늘씬하고 키까지 큰 미인이다.
- 코바 하루나 - 나나미의 친구. 초등학교시절 도쿄로 이사를 가고 여기서 쭈욱 고등학교까지 재학중이다.
- 키쿠가와 코토네 - 하루토의 친구
- 키리시마 아오이 - 하루토의 누나
- 나고시 미나 - 하루토의 친구
- 이치하라 코우세이 - 하루토의 선배
- 나카시키 - 에바의 학급에 있는 여학생
- 키타지마 - 린의 회사 선배
- 아키츠키 후우카 - 아키츠키 야마토와 아사히나 스즈카의 딸. 청록색 머리를 하고 있으며 어머니와 외모가 굉장히 닮았다. 운동신경도 뛰어난 편. 음악듣는 것을 정말 좋애헛 항상 헤드셋을 끼고 있다.

## 단행본
단행본 권수는 27권이다.

## 비고
- "주간 소년 매거진"고 히로시마 현의 명과인 단풍 만두의 노포 점과 공동 기획으로 "네가 있는 마을"이 패키지 캐릭터가 된 상품이 2008년 11월부터 기간 한정으로 발매된다.
- "주간 소년 매거진"에서 이치카와 마사가 연재중인 만화 'A-BOUT! "의 작중에서는 "네가 있는 마을"이 TV 드라마화되어, 작중 인물의 많은 팬이라는 설정되어 있다. 2010년 "주간 소년 매거진"에서 "네가 있는 마을"의 다음 페이지에 "A-BOUT!"이 게재 될 수 있었지만, 그 때는 세오의 그림 닮은 그려진 " 네가 있는 마을"의 극중극이 도입부로 삽입되어 있었다.